# Agylla postfusca
Agylla postfusca är en fjärilsart som beskrevs av George Francis Hampson 1894. Agylla postfusca ingår i släktet Agylla och familjen björnspinnare. Inga underarter finns listade i Catalogue of Life.